# Eguafo
L'Eguafo, parfois appelé Guaffo ou Comendo dans les textes du XVIIe siècle, Acomane avant le XVIIe siècle était, avec le Fetu, un royaume africain Akan proche du fort d'Elmina, sur le territoire de l'actuel Ghana, qui noua des alliances avec les puissances européennes présentes sur la Côte de l'or dès la fin du XVe siècle. Bien que les origines de cette entité politique restent inconnues, l'Eguafo pourrait tenir son origine du regroupement des populations autochtones autour d'un haut lieu protecteur associé au culte d'Acomenyi, une puissance tellurique locale.
Selon le mythe fondateur du royaume, Acomenyi veillait sur une source d'eau potable, au pied d'un dôme granitique, au sommet duquel les Eguafo auraient fondé leur première capitale, aujourd'hui recouverte d'une forêt sacrée toujours associée au mythe d'origine.
L'Eguafo prit une part décisive dans les opérations militaires qui aboutirent en 1637 à la prise du fort portugais d'Elmina par les Hollandais de la compagnie néerlandaise des Indes orientales. L'alliance fut de courte durée car cette dernière afficha des prétentions monopolistiques alors que l'Eguafo entendait continuer de bénéficier de la concurrence entre partenaires européens. Il se rapprocha alors d'autres puissances et notamment des Français à partir de 1667.
Dès les années 1640, l'Eguafo était un lieu connu des navigateurs Bretons de la première Compagnie de Saint Malo. Une mission catholique y fut établie par les Capucins de la province de Bretagne vers 1645. Ces liens récurrents avec le royaume de France lui valut d'être qualifié de « royaume au cœur françois » dans un texte anonyme de 1671. En 1687, un établissement français, à peine installé, fut pris par les Hollandais sans avoir été défendu, tandis que le roi pro-français était vaincu par une coalition favorable aux Provinces Unies.